# Allendorf/Lahn
Allendorf/Lahn è una frazione della città tedesca di Gießen, nell'Assia. Conta (2007) 1.830 abitanti.

## Storia
Allendorf fu nominata per la prima volta nel 790. Costituì un comune autonomo fino al 30 settembre 1971, quando divenne una frazione della città di Gießen.
Il 1º gennaio 1977, con la formazione della città di Lahn, dall'unione delle città di Gießen e Wetzlar e ulteriori 14 comuni, Allendorf ne divenne un quartiere (Stadtteil) all'interno del distretto urbano (Stadtbezirk) di Dutenhofen.
Il 31 luglio 1979, a seguito delle proteste della cittadinanza, la città di Lahn fu disciolta; Allendorf tornò quindi ad essere una frazione di Gießen.